# Ugo Lancia
Ugo Lancia (Roma, 31 maggio 1885 – Messina, 21 luglio 1960) è stato uno scacchista italiano.

## Biografia
Attivo a Catania (1908; 1916), Palermo (1916-17), Reggio Calabria (1921-22), Messina (1913-16; 1932-53; 1957-60). Fecondo problemista, dal 1905 al 1960 compose 2370 problemi e fu seguace della scuola classica.
Solutore di problemi, si classificò primo, a Messina, nella gara di soluzione indetta dal Good Companion di Filadelfia (1915). Giocatore a tavolino di 1ª categoria (vinse il campionato provinciale di 1ª categoria di Messina nel 1938) e per corrispondenza (1919; 1934-35). Vinse il torneo per corrispondenza di Gente Nostra nel 1934. Iscritto all'Unione Scacchistica Italiana (1908). Fu fondatore, segretario (1913) e poi consigliere (1915) del circolo scacchistico a Messina al Ritrovo Irrera (1913). Frequentatore a Palermo del Caffè Saladino (1916). Socio del Dopolavoro Provinciale di Messina (1938). Collaboratore de L'Italia Scacchistica (1916-23) e de L'Eco degli Scacchi (1916). Abbonato a La Stratégie (1914), Il Problema (1931; 1934), Problem (1954). 
Tra i libri della sua biblioteca scacchistica ricordiamo H. Delaire, Les Éches modernes (4e fascicule, Paris). In sua memoria gli fu dedicato il 62º concorso internazionale di composizione di problemi e studi de L'Italia Scacchistica; successivamente gli fu intitolato un circolo fondato a Messina in data 10.12.1975.